# A Pearl in the Forest
A Pearl in the Forest (mong. МОЙЛХОН) – film wojenny produkcji mongolskiej z 2008 roku w reżyserii Agvaantseren Enkhtaivan. Scenariusz napisała Bayarmagnai Bayarmagnai. Premiera w Stanach Zjednoczonych odbyła się 22 października 2009 roku.

## Fabuła
Rok 1930. Mongolia. Do wioski powraca Markhaa (Zolboot Gombo) jako szpieg rządowy. Jest gotów zrobić wszystko by Sendem (Bayarmaa Baatar) była z nim, chociaż jest zaręczona z innym mężczyzną. Markhaa jest gotów wykorzystać swoje wpływy by zniszczyć wioskę.

## Obsada
- Bayarmaa Baatar jako Sendem
- Zolboot Gombo jako Markhaa
- Narankhuu Khatanbaatar jako Dugar
- G. Altanshagai jako Sodnom